# Castianeira obscura
Castianeira obscura is een spinnensoort uit de familie van de loopspinnen (Corinnidae).
De wetenschappelijke naam van de soort werd in 1891 gepubliceerd door Eugen von Keyserling.